# Байтерек (Кизилжарський район)
Байтере́к (каз. Бәйтерек) — село у складі Кизилжарського району Північноказахстанської області Казахстану. Адміністративний центр Кизилжарського сільського округу.
Населення — 1666 осіб (2021; 409 у 2009, 404 у 1999, 444 у 1989).
Національний склад станом на 1989 рік:
- росіяни — 52 %
- казахи — 34 %.

До 2010 року село називалось Елітне.